# 神山神社 (小田原市)
神山神社（こうやまじんじゃ）は、神奈川県小田原市久野に鎮座する、旧久野村、荻窪村、池上村を統括する神社。旧社格は郷社。
現在は同市内にある大稲荷神社の兼務社になっている。

## 概要
古くは別の場所に鎮座していたが、大永年間に現在地に移動した。境内には忠魂碑があり、大日本帝国海軍時代の魚雷が展示されている。

## 祭神
- 伊弉諾尊（いざなぎのみこと）
- 伊弉冉尊（いざなみのみこと）
- 天照大日孁貴神（あまてらすおおひるめのかみ）

## 祭礼
- 1月1日	- 歳旦祭
- 3月第1日曜日 - 慰霊祭
- 10月9日 - 例祭
- 10月10日 - 神幸祭
- 11月上旬日曜日 - 七五三
- 毎月9日 - 月次祭

## 氏子地区
- 宮本
- 坂下（山神神社の氏子地区）

## ギャラリー
- 祭礼中の同神社
- 朽ち果てた魚雷は93式酸素魚雷と思われる。

## 参考
神奈川県神社庁HP小田原市久野神山神社